# Antoni Brykczyński
Antoni Brykczyński (ps. „Gwiażdzic”) (ur. 23 maja 1843 w Ossie, zm. 7 stycznia 1913 w Goworowie) – duchowny, historyk sztuki, bibliograf.

## Życiorys
Urodził się w 23 maja 1843 roku w majątku Ossa niedaleko Opoczna, był synem Stanisława Brykczyńskiego i Wandy z hrabiów Zamoyskich. Kształcił się w Białej Podlaskiej i w gimnazjum realnym w Warszawie, od 1861 w seminarium kieleckim. W 1863 roku brał wraz z braćmi Stefanem i Stanisławem udział w powstaniu styczniowym. Następnie kontynuował naukę w Wyższym Seminarium Duchownym w Płocku. Święcenia kapłańskie przyjął 12 sierpnia 1866. Następnie uczył się w Akademii Duchownej w Warszawie, gdy ta została zamknięta (1867) przeniósł się na krótko do Akademii Duchownej w Petersburgu. 
W latach 1868–1880 był profesorem seminarium w Płocku, potem proboszczem w Pałukach i Goworowie (od 1887 roku) gdzie z jego inicjatywy zbudowano kościół. Był członkiem komisji archeologicznej Komisji Sztuki i Komisji Archeologicznej Akademii Umiejętności. Pisywał w: „Przeglądzie Katolickim”, „Korespondencie Płockim”, „Słowie”, „Biesiadzie Literackiej”, „Kronice Rodzinnej”, a także we francuskim „L’Art. Chrétien”.

## Wydane dzieła
- Dom Boży – to jest praktyczne wskazówki budowania, naprawiania i utrzymania kościołów, 1888;
- Gawędy ogrodnicze[2][3], 1882;
- Legendy, 1881;
- O obowiązkach panów i sług, 1885;
- Opowiadania pana Jacentego[4], 1880;
- Żywoty boga Rodzicy, 1879.